# Smoothie
Smoothie (af eng.: smooth; fin, cremet) er en cremet kold drink, der består af blendet frugt eller bær samt juice, yoghurt og/eller knuste isterninger. Konsistensen er tykkere end slush-drinks, men minder om en milkshake.
Smoothiens historie går tilbage til de sene 1960'eres USA, hvor isboder og helsekostforretninger begyndte at sælge dem. I løbet af 1990'erne og 2000'erne er smoothies blevet gradvist mere populære og fås nu både i de fleste supermarkeder og på caféer. Amerikaneren Stephen Kuhnau, der grundlagde franchisekæden Smoothie King, hævder at være opfinderen af smoothien.